# سبعة رؤساء ملائكة (يزيدية)

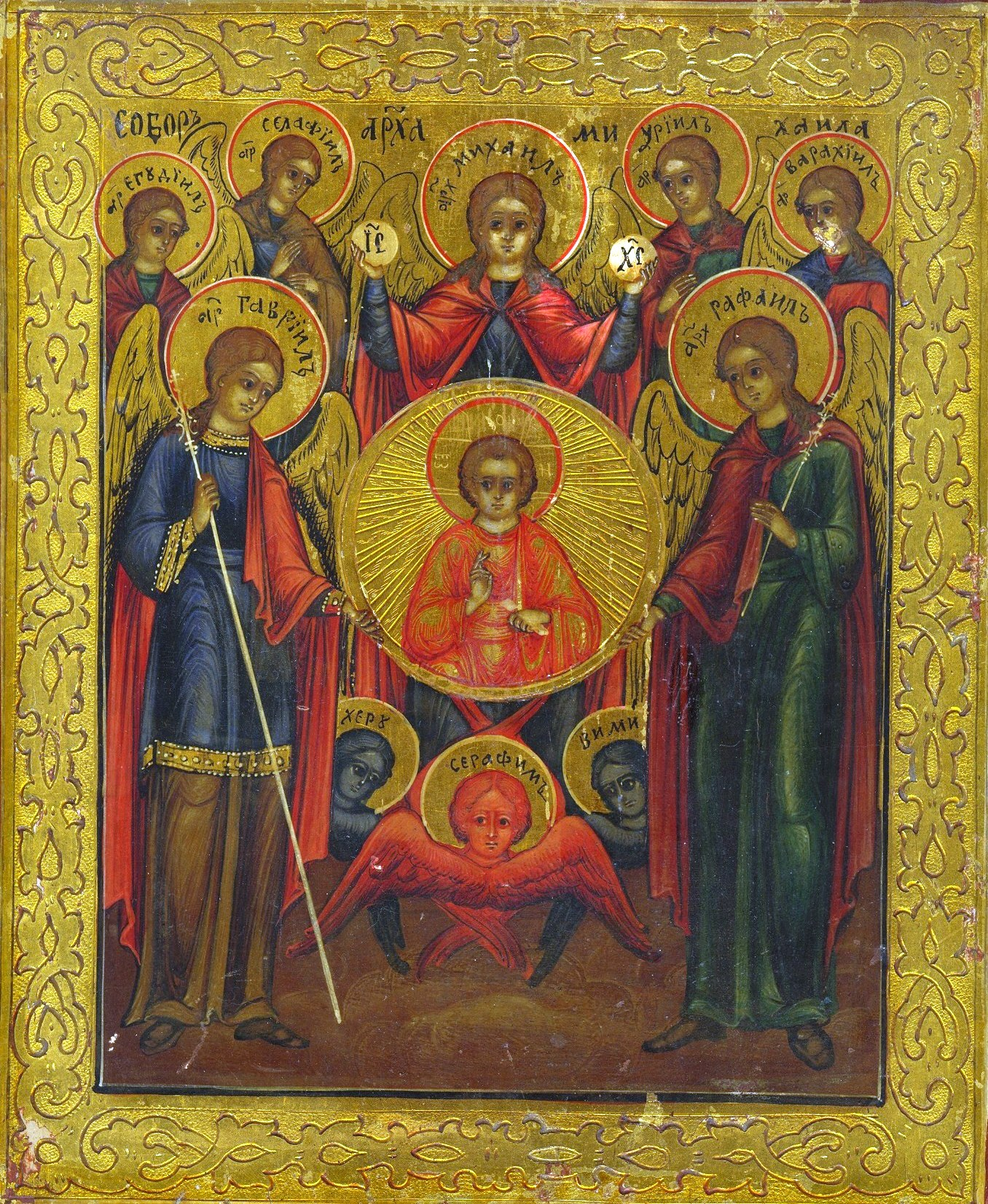
Synaxis لرئيس الملائكة ميخائيل (Собор Аrchisstratiga Миhaila). أيقونة الكنيسة الأرثوذكسية الشرقية لرؤساء الملائكة السبعة. من اليسار إلى اليمين: يجوديئيل، جبرائيل، سيلافيل، ميخائيل، أورييل، رافائيل، وباراتشيل. توجد أسفل هالة المسيح عمانوئيل صور للكروبيم (باللون الأزرق) والسيرافيم (باللون الأحمر).

عُثر على مفهوم رؤساء الملائكة السبعة في بعض أعمال الأدب اليهودي المبكر وفي المسيحية. وفي تلك النصوص، يُشار إليهم باعتبارهم الملائكة الذين يخدمون الله بشكل مباشر.
تكرم الكنيسة الكاثوليكية سبعة رؤساء ملائكة: في المسيحية اللاتينية، يتم استدعاء ثلاثة منهم بالاسم (ميخائيل، جبرائيل، ورافائيل) بينما تسمي الكنائس الكاثوليكية الشرقية سبعة منهم. تعترف تقاليد اللوثرية والأنجليكانية عمومًا بأربعة رؤساء ملائكة معروفين: ميخائيل، جبرائيل، رافائيل، وأحيانًا أورييل. في كثير من الأحيان، تحترم الكنائس البروتستانتية غير الطائفية جبرائيل وميخائيل فقط.
في التقليد القبطي، رؤساء الملائكة السبعة هم ميخائيل، جبرائيل، رافائيل، سورئيل، صداكيال، سرثيل، وأنانائيل. في أجزاء من المسيحية الأرثوذكسية الشرقية والمسيحية الأرثوذكسية الشرقية، قد يتم تكريم ثمانية رؤساء ملائكة، بما في ذلك ميخائيل، جبرائيل، رافائيل، أورييل، وكذلك سالاتيئيل، جيجودييل، باراشييل، وجيريميل. يتم الاحتفال برؤساء الملائكة الثمانية في عيد رؤساء الملائكة.

## الكتاب المقدس
لا يوجد مصطلح رئيس الملائكة في حد ذاته في الكتاب المقدس العبري أو العهد القديم المسيحي، وفي العهد الجديد اليوناني يظهر مصطلح رئيس الملائكة فقط في 1 تسالونيكي 4 (1 Thessalonians 4:16) ورسالة يهوذا (Jude 1:9)، حيث تم استخدامه عن ميخائيل، الذي في دانيال 10 (Daniel 10:12) يسمى "واحد من الرؤساء"، و" الأمير العظيم ". في الترجمة السبعينية، تُرجم هذا إلى "الملاك العظيم".
فكرة سبعة رؤساء ملائكة مذكورة بوضوح في كتاب طوبيا القانوني الثاني / الأبوكريفي عندما يكشف رافائيل عن نفسه، معلنًا: "أنا رافائيل، أحد الملائكة السبعة الذين يقفون في حضرة الرب المجيدة، مستعدين لخدمته". (Tobit 12,15) الملاكان الآخران المذكوران بالاسم في الكتاب المقدس الذي يستخدمه الكاثوليك والبروتستانت هما رئيس الملائكة ميخائيل والملاك جبرائيل ؛ تم ذكر اسم أورييل في 2 عزرا (4: 1 و5: 20) وتم ذكر اسم يرحمئيل في 2 عزرا 4: 36، وهو كتاب يعتبر قانونيًا من قبل الكنيسة الأرثوذكسية الإثيوبية والكنائس الأرثوذكسية الجورجية والروسية، ويقع ضمن قسم الأبوكريفا من الكتاب المقدس البروتستانتي الذي يستخدمه اللوثريون والأنجليكان. وتأتي أسماء رؤساء الملائكة الآخرين من التقاليد.
يذكر زكريا 4:10 "السبعة المسرّات" بأنها "عيون الرب، التي تجوب الأرض ذهابًا وإيابًا".
أما سفر الرؤيا 8 (رؤيا 8:2) فيشير إلى سبعة ملائكة (باليونانية: ἀγγέλους) "الواقفين أمام الله، وقد أُعطوا سبعة أبواق".
وبالمثل، يوضح سفر الرؤيا 16 (رؤيا 16:1): "وسمعت صوتًا عظيمًا من الهيكل يقول للسبعة الملائكة (باليونانية: ἑπτὰ ἀγγέλοις): اذهبوا واسكبوا جامات غضب الله على الأرض".
وأخيرًا، يشير سفر الرؤيا 4 و5 (رؤيا 4:5) إلى "السبعة أرواح" (باليونانية: τὰ ἑπτά Πνεύματα، وتُنقل صوتيًا "تا هبتا بنفماتا")، وهويتهم غير موضحة تمامًا، وهم الموصوفون بأنهم "سبعة مصابيح نار كانت تحترق أمام العرش".

## الأسفار الكتابية غير القانونية
يأتي أحد هذه التقاليد الخاصة برؤساء الملائكة من أسفار العهد القديم غير القانونية، كتاب المراقبين الذي يعود إلى القرن الثالث قبل الميلاد، والمعروف باسم 1 أخنوخ أو كتاب أخنوخ، والذي اندمج في النهاية في أسفار أخنوخ الخمسة. ترتبط هذه الرواية بكتاب العمالقة، الذي يشير أيضًا إلى رؤساء الملائكة العظماء وقد أصبحت جزءًا من الشريعة الكتابية للكنيسة الأرثوذكسية الإثيوبية التوحيدية. على الرغم من شيوع كتاب أخنوخ في التقاليد اليهودية والرسولية المسيحية المبكرة وآباء الكنيسة الأوائل، إلا أنه تراجع تدريجيًا عن مكانته الأكاديمية والدينية، وبحلول القرن السابع تم رفضه من الكتب المقدسة لجميع الطوائف المسيحية الأخرى.
دخلت أسماء رؤساء الملائكة إلى التقاليد اليهودية أثناء السبي البابلي (605 قبل الميلاد). الفولكلور وعلم الكونيات البابلي، والمعتقدات الرافدينية المبكرة تحت التأثير الثنائي للزرادشتية، تركزت حول التمثيلات المجسمة والحيوانية للنجوم والكواكب والأبراج، بما في ذلك أبناء الأب السماوي الأربعة الذين يحملون الشمس المجنحة، عرش الحكمة. أولاً النبي دانيال، ثم مؤلفون مثل حزقيال قاموا بترجمة هذه الأساطير إلى اللغة العبرية، وقارنوا بين الأبراج البابلية والأشكال المجردة التي يُعتقد أنها "أبناء الآلهة"، وملائكة رب إسرائيل، والكروبيم الحيواني السماوي. يذكر كتاب الأمثال لعام 2 ق.م (الفصل الأربعون) أسماء الملائكة الأربعة المرافقين لقديم الأيام، الواقف أمام رب الأرواح، "أصوات أولئك على الجوانب الأربعة يمجدون رب المجد": ميخائيل، رافائيل، جبرائيل، وفانويل.
يذكر كتاب المراقبين (الفصل التاسع) الملائكة الذين تدخلوا في العصور السابقة للطوفان نيابة عن البشرية ضد الأرواح المارقة التي يطلق عليها " المراقبون ": ميخائيل، جبرائيل، رافائيل، وأورييل.

## التقاليد المسيحية

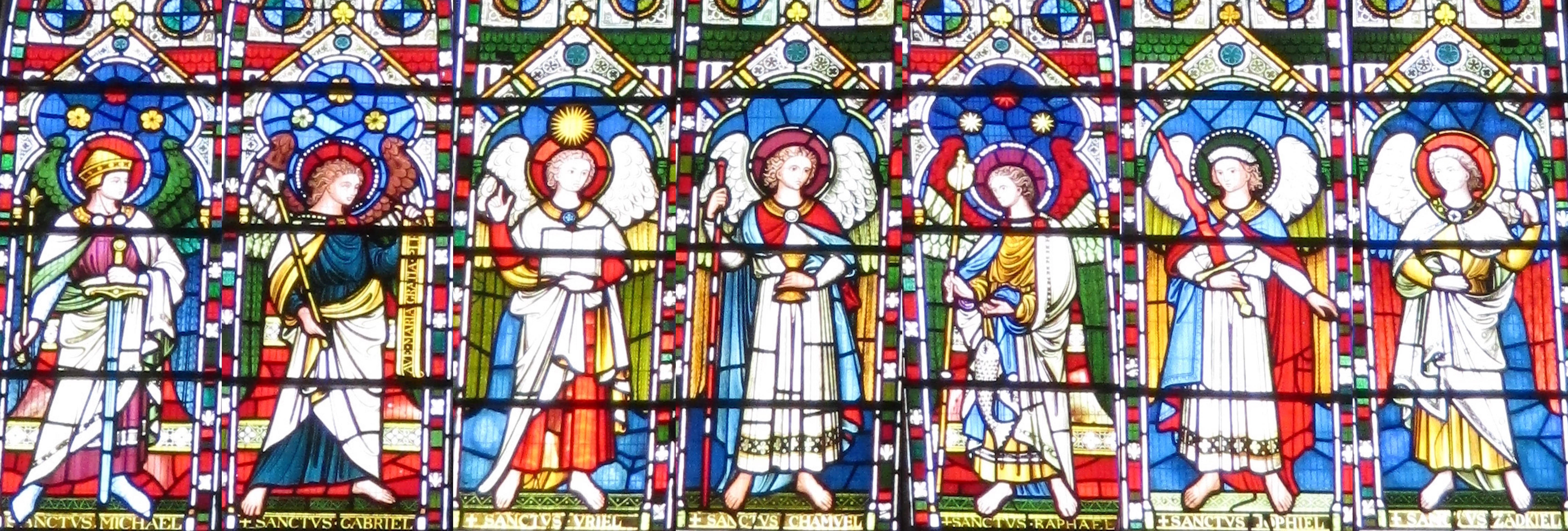
تم تصوير سبعة رؤساء ملائكة في نافذة الزجاج الملون في كنيسة القديس ميخائيل في برايتون. من اليسار: مايكل، غابرييل، أورييل، شامويل (كامائيل)، رافائيل، جوفيل، وزادكييل.

أقدم الإشارات المسيحية المحددة كانت في أواخر القرن الخامس إلى أوائل القرن السادس: يذكرهم ديونيسيوس الزائف على أنهم ميخائيل، وجبرائيل، ورافائيل، وأورييل، وكامائيل، ويوفائيل، وزادكييل. في التقاليد المسيحية الغربية، يُشار إلى ميخائيل وجبرائيل ورافائيل باسم رؤساء الملائكة. ومع ذلك، من خلال تقاليدها البيزنطية، تعترف الكنيسة الكاثوليكية بسبعة رؤساء ملائكة في المجموع، أحيانًا باسمائهم، وأحيانًا أخرى بدون اسماء باستثناء الثلاثة المذكورين أعلاه.
وتوجد أيضًا قوائم رؤساء الملائكة في التقاليد الدينية الأصغر حجمًا والتي يُنظر إليها عادةً في المسيحية السائدة على أنها غامضة. ظهرت إشارة إلى سبعة رؤساء ملائكة في تعويذة تعود إلى القرن الثامن أو التاسع تُنسب إلى أوريولوس، "خادم الله" في شمال غرب إسبانيا. ويوجه صلاة إلى "جميع الآباء البطاركة ميخائيل، جبرائيل، سيسيتيئيل، أورييل، رافائيل، أنانييل، مارمونيل.

### رؤساء الملائكة في تقاليد الكنيسة الحالية

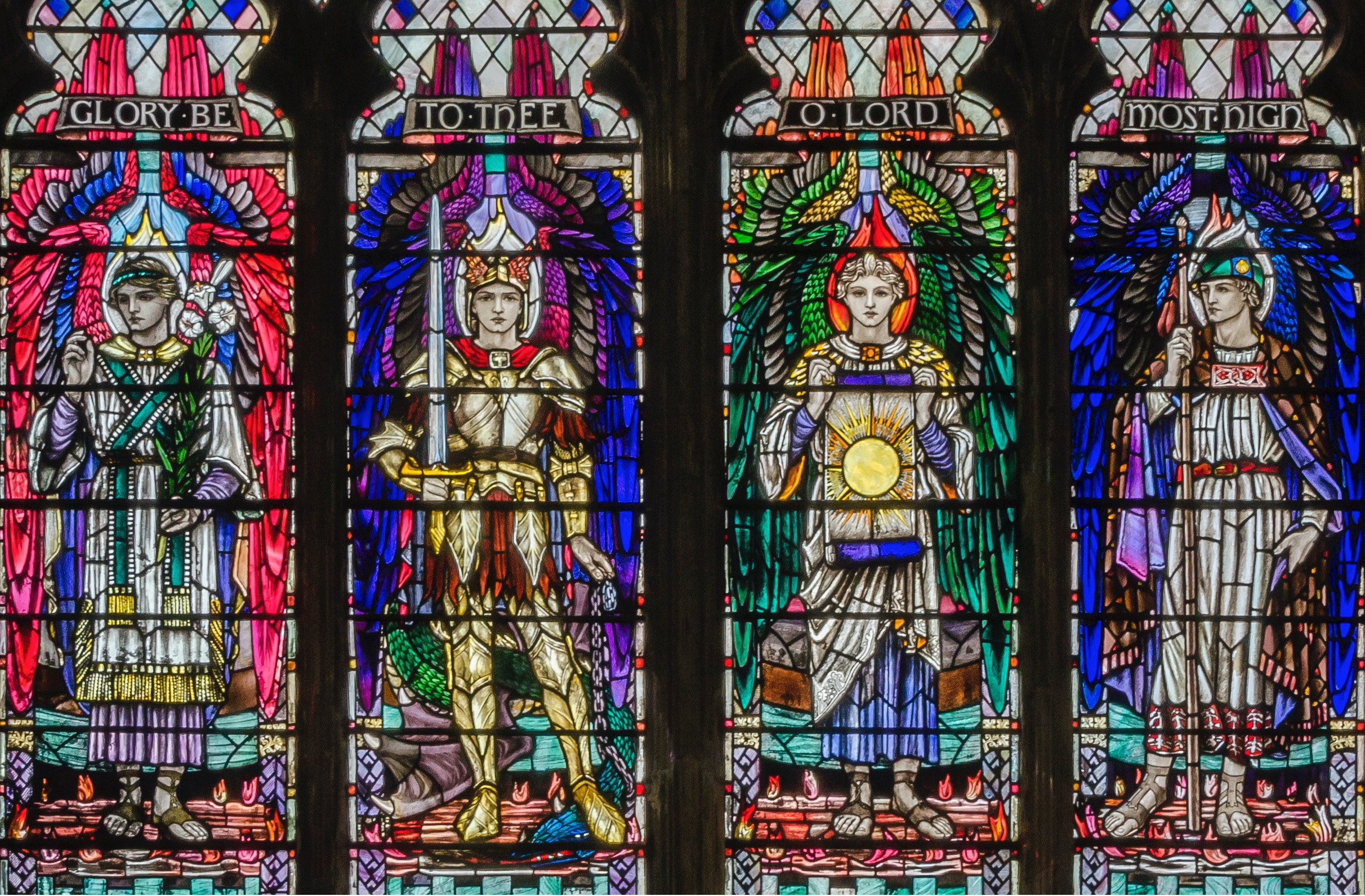
رؤساء الملائكة الأربعة في التقليد الأنجليكاني، من اليسار إلى اليمين: جبرائيل، ميخائيل، أورييل، ورافائيل. نافذة من الزجاج الملون في كاتدرائية هال.

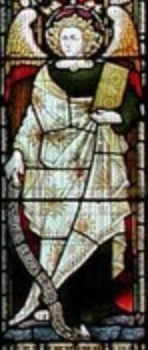
رئيس الملائكة جيريميل يحمل كتابًا، تم تصويره في نافذة زجاجية ملونة في كنيسة القديس ميخائيل وجميع الملائكة الأنجليكانية، هيوغندن

في الكنيسة الكاثوليكية، تم ذكر ثلاثة رؤساء ملائكة بالاسم في قانونها الكتابي : ميخائيل، جبرائيل، ورافائيل. يظهر رافائيل في سفر طوبيا القانوني الثاني، حيث يوصف بأنه "أحد الملائكة السبعة الذين يقفون على أهبة الاستعداد ويدخلون أمام مجد رب الأرواح"، وهي العبارة التي تم تذكرها في Revelation 8:2–6. رفض ثلاثة باباوات السماح بتبجيل الأسماء المزعومة لرؤساء الملائكة السبعة داخل الكنيسة الكاثوليكية الرومانية: البابا ليون الثاني عشر (1826-1828)، والبابا بيوس الثامن (1830) والبابا غريغوري السادس عشر (1831-1832). يذكر الدليل حول التقوى الشعبية والطقوس الدينية (2001) في الملاحظة 217 أنه "يجب تثبيط ممارسة تسمية الملائكة القديسين، باستثناء حالة جبرائيل ورافائيل وميخائيل الذين وردت أسماؤهم في الكتاب المقدس".
بعض الكنائس الأرثوذكسية الشرقية، كما هو موضح في الكتاب المقدس السلافي الأرثوذكسي (الكتاب المقدس أوستروج، والكتاب المقدس إليزابيث، وبالتالي الكتاب المقدس المجمعي الروسي لاحقًا)، تعترف أيضًا بكتاب عزرا الثاني باعتباره مرجعًا رسميًا، والذي يذكر أورييل ويرحمئيل.
تقدس الكنيسة الأرثوذكسية الشرقية والكنائس الكاثوليكية الشرقية ذات التقليد البيزنطي سبعة إلى ثمانية رؤساء ملائكة. ميخائيل، جبرائيل، رافائيل، أورييل، سيلافيئيل (سالاتيئيل)، يهوديئيل (يهوديئيل)، براثيئيل، والثامن، يرحمئيل (جيريميل) (تجمع رئيس الجيوش السماوية، رئيس الملائكة ميخائيل والقوى السماوية الأخرى غير المتجسدة: عيد: 8 نوفمبر).
بالإضافة إلى ميخائيل، وجبرائيل، ورافائيل، وأورييل، فإن كتاب أخنوخ، الذي يعتبر قانونيًا من قبل كنيسة التوحيد الأرثوذكسية الإثيوبية، يذكر (في الفصل 20) راجويل، وسراقيل، ورمييل ؛ ومع ذلك، فإن المصادر غير القانونية تعطي بدلاً من ذلك أسماء إيزيدكييل، وحنائيل، وكفارئيل. في الطوائف المسيحية الأرثوذكسية الشرقية، يسمي التقليد الأرثوذكسي الإثيوبي سبعة رؤساء ملائكة وهم ميخائيل، جبرائيل، رافائيل، أورييل، راغويل، فانويل، ورميئيل؛ وفي التقليد القبطي الأرثوذكسي، يُطلق على رؤساء الملائكة السبعة إلى الثمانية اسم ميخائيل، جبرائيل، رافائيل، سوريال، زادكييل، ساراتييل، وأنانائيل، بالإضافة إلى سكاكائيل في كثير من الأحيان.
في التقاليد اللوثرية والأنجليكانية، هناك ثلاثة رؤساء ملائكة يتم الاحتفال بهم في 29 سبتمبر، عيد القديس ميخائيل وجميع الملائكة (ويسمى أيضًا عيد القديس ميخائيل)، وهم ميخائيل، وجبرائيل، ورافائيل. لم يتم الاعتراف رسميًا بأورييل أو تسميته في العقيدة الأنجليكانية، على الرغم من أن البعض لا يزال يضمه؛ تحمل كنيسة أسقفية واحدة، كنيسة القديس أورييل الأسقفية، اسمه.

## تقاليد أخرى
الأسماء الأخرى المشتقة من كتاب منحول هي
- Selaphiel (بالعربية: سلفيئيل) يُعرف بأنه أحد رؤساء الملائكة في التقليد المسيحي الأرثوذكسي، ويُقال إنه الملاك المسؤول عن الصلاة والتضرع أمام الله. اسمه يُترجم غالبًا إلى: "طلب من الله" أو "صلاة إلى الله".
- Jegudiel (بالعربية: يجهديئيل أو يَغوديئيل) يُعتبر ملاكًا آخر من رؤساء الملائكة، ويُرتبط غالبًا بـمكافأة الأعمال الصالحة، ويدل اسمه على "تمجيد الله" أو "مديح الله".
- Raguel (بالعربية: رَغوئيل أو رَفائيل الثاني أحيانًا) مذكور في بعض الكتب المنحولة (مثل سفر أخنوخ) كملاك مسؤول عن العدالة والانسجام بين الملائكة. اسمه يعني: "صديق الله" أو "رِفقة الله".

في الإسماعيلية، هناك سبعة كروبيم، يشبهون رؤساء الملائكة السبعة الذين أُمروا بالسجود أمام قدر، والذي رفضه إبليس.
في اليزيدية، هناك سبعة رؤساء ملائكة، هم جبرائيل، وميكائيل، ورافائيل (إسرافيل)، ودادرائيل، وعزريل، وشمكيل (شمنائيل)، وعزازيل، وهم بعث من الله موكلون برعاية الخليقة.
تربط أنظمة غامضة مختلفة كل رئيس ملائكة بأحد "النجوم السبعة" التقليدية (الكواكب الكلاسيكية المرئية للعين المجردة): الشمس، القمر، عطارد، الزهرة، المريخ، المشتري، وزحل. تربط التقاليد المختلفة ملائكة مختلفين بكل كوكب.
وفقًا لرودولف شتاينر، فإن أربعة رؤساء ملائكة يحكمون الفصول: الربيع هو رافائيل، والصيف هو أورييل، والخريف هو ميخائيل، والشتاء هو جبرائيل.
وفقًا لعالمة السحر هيلينا بتروفنا بلافاتسكي، كان رؤساء الملائكة السبعة شكلاً من أشكال التوفيق بين الديانات المختلفة: كانوا آلهة الكلدان العظماء، وآلهة الصابئة السبعة، والمانوس الهندوسيين السبعة، والراشي السبعة، بالإضافة إلى المقاعد السبعة (العروش) وفضائل الكابالا.
في النص الغنوصي المبكر "حول أصل العالم"، أرسلت الأيون المسمى صوفيا سبعة رؤساء ملائكة لإنقاذ رئيس الملائكة وإحضاره إلى السماء الثامنة.